# Orchesella cincta
Orchesella cincta is een springstaartensoort uit de familie Entomobryidae. De wetenschappelijke naam is gepubliceerd in 1758 door Linnaeus in de tiende editie van Systema naturae. 

## Kenmerken
Ze zijn gemiddeld 4 mm lang. Dit is vrij lang, want springstaarten doorgaans niet langer dan 1 mm. Ze zijn overwegend zwart of donkergrijs van kleur en hebben veel haar. Hun lichaam bestaat uit zes segmenten. Opvallend is het derde buiksegment, dat donkerder is dan de andere segmenten. Bovendien is de achterste helft of in ieder geval de achterste rand van het tweede buiksegment wit en geel gekleurd, waardoor het contrast wordt versterkt. Orchesella-soorten hebben maximaal zes antennesegmenten.
Net als andere Orchesella-soorten bestaan hun antennes uit zes segmenten. Het derde antennesegment is meestal zwart. Het apicale uiteinde van het tweede antennesegment is wit. De kleuring van de resterende antennesegmenten is variabel.

## Habitat
Orchesella cincta bewoont een grote verscheidenheid aan habitats. Ze komen voor in de grond, onder stenen of in de loof- en strooisellaag. In de wintermaanden zijn ze samen met springstaarten als Dicyrtomina ornata te zien op de stammen van verschillende bomen (waaronder platanen). Orchesella cincta voedt zich met plantaardig materiaal.

## Voorkomen
De soort komt voor in Europa en Noord-Amerika. In Nederland komt de soort algemeen voor.